# Lonah Chemtai Salpeter
Lonah Korlima Chemtai Salpeter (en hebreo: לונה צ'מטאי-סלפטר‎; Kitale, Kenia, 12 de diciembre de 1988) es una deportista israelí de origen keniano que compite en atletismo, especialista en las carreras de fondo y en la maratón.
Ganó una medalla de bronce en el Campeonato Mundial de Atletismo de 2022, dos medallas en el Campeonato Europeo de Atletismo, en los años 2018 y 2022, y dos medallas en el Campeonato Europeo de Atletismo en Ruta de 2025. Además, obtuvo la victoria en la Maratón de Tokio de 2020.

## Palmarés internacional
| Campeonato Mundial         | Campeonato Mundial         | Campeonato Mundial | Campeonato Mundial |
| Año                        | Lugar                      | Medalla            | Prueba             |
| -------------------------- | -------------------------- | ------------------ | ------------------ |
| 2022                       | Eugene (Estados Unidos)    | Medalla de bronce  | Maratón            |
| Campeonato Europeo         |                            |                    |                    |
| Año                        | Lugar                      | Medalla            | Prueba             |
| 2018                       | Berlín (Alemania)          | Medalla de oro     | 10 000 m           |
| 2022                       | Múnich (Alemania)          | Medalla de bronce  | 10 000 m           |
| Campeonato Europeo en Ruta |                            |                    |                    |
| Año                        | Lugar                      | Medalla            | Prueba             |
| 2025                       | Bruselas/Lovaina (Bélgica) | Medalla de plata   | Maratón por equipo |
| 2025                       | Bruselas/Lovaina (Bélgica) | Medalla de bronce  | Maratón            |